# Вест-Юніон (Іллінойс)
Вест-Юніон (англ. West Union) — переписна місцевість (CDP) в США, в окрузі Кларк штату Іллінойс. Населення — 271 особа (2020).

## Географія
Вест-Юніон розташований за координатами 39°12′54″ пн. ш. 87°39′57″ зх. д. / 39.21500° пн. ш. 87.66583° зх. д. (39.215005, -87.665728).  За даними Бюро перепису населення США в 2010 році переписна місцевість мала площу 4,10 км², уся площа — суходіл.

## Демографія
Згідно з переписом 2010 року, у переписній місцевості мешкало 288 осіб у 122 домогосподарствах у складі 75 родин. Густота населення становила 70 осіб/км².  Було 140 помешкань (34/км²).
Расовий склад населення:
| - 99,3 % — білих |

До двох чи більше рас належало 0,7 %. Частка іспаномовних становила 0,0 % від усіх жителів.
За віковим діапазоном населення розподілялося таким чином: 23,6 % — особи молодші 18 років, 58,0 % — особи у віці 18—64 років, 18,4 % — особи у віці 65 років та старші. Медіана віку мешканця становила 39,7 року. На 100 осіб жіночої статі у переписній місцевості припадало 85,8 чоловіків;  на 100 жінок у віці від 18 років та старших — 89,7 чоловіків також старших 18 років.
Середній дохід на одне домашнє господарство  становив 50 407 доларів США (медіана — 46 146), а середній дохід на одну сім'ю — 61 691 долар (медіана — 54 205). Медіана доходів становила 38 958 доларів для чоловіків та 30 850 доларів для жінок. За межею бідності перебувало 2,3 % осіб, у тому числі 0,0 % дітей у віці до 18 років та 0,0 % осіб у віці 65 років та старших.
Цивільне працевлаштоване населення становило 200 осіб. Основні галузі зайнятості: виробництво — 37,0 %, освіта, охорона здоров'я та соціальна допомога — 18,5 %, транспорт — 12,5 %, інформація — 10,5 %.